# Lambert Haeberlen
Lambert Christian Haeberlen (* 17. September 1801 in Ludwigsburg; † nach 1870 in Esslingen) war ein württembergischer Verwaltungsbeamter.

## Leben
Haeberlen war ein Sohn des Gold- und Silberarbeiters Johann David Haeberlen und dessen Frau Margaretha Josepha, geb. Sausenhofer. Er war ab 1815 als Schreiber beschäftigt und studierte von 1823 bis 1825 Regiminal- und Kameralwissenschaft an der Universität Tübingen. 1826 wurde er Oberamtsaktuar beim Oberamt Ravensburg, 1831 beim Oberamt Ludwigsburg, 1832 beim Oberamt Künzelsau. Dort war er 1836/37 auch Oberamtsverweser. 1837 wurde er Kanzleiassistent, 1838 Assessor bei der Regierung des Donaukreises in Ulm. Ab 1841 war er Oberamtmann des Oberamts Böblingen, ab 1845 Oberamtmann des Oberamts Waiblingen. 1870 trat er in den Ruhestand.